# Зеленцово (Нижегородская область)
Зеленцо́во — село в Вачском районе Нижегородской области. Входит в состав Казаковского сельсовета.
До 28 августа 2009 года находилась в составе Алтунинского сельсовета.

## Население
| 1999 | 2002 | 2010 |
| ---- | ---- | ---- |
| 83   | ↘78  | ↘18  |

## Достопримечательности
В селе есть Крестовоздвиженская церковь, построена в 1850 году. По рассказам коренного жителя села Зеленцова, Владимира Николаевича Иванцова, ещё в XVII веке там была деревянная церковь. Затем в XIX столетии по просьбе прихожан и при их активном содействии начали строить каменный храм в честь победы над Наполеоном в 1812 году.
Поскольку Зеленцово располагалось в низине, то решено было сделать земляную насыпь, а уже потом возводить на этом возвышенном месте храм. Строительство затянулось на долгие годы. И вот, наконец, во второй половине XIX века здание храма было построено и освящено.
Пятиглавый православный храм был довольно большим, хорошо оснащён церковною утварью. Убранства церкви привлекало прихожан, там имелись богато оформленные иконы, украшенные золотыми и серебряными монетами. В храме было три придела. Главный придел был в честь Воздвижения Креста Господня, второй придел — в честь Святого Духа, третий — в честь преподобного Сергия Радонежского.
В приход входили следующие деревни: Вежново, Горнево, Горышова, Алтухово, Ново, Большой Луг и село Зеленцово. Селение было довольное большое, имело около 1000 хозяйств, где проживало более 2500 жителей.
Зеленцово до революции славилось валенным ремеслом. В селе проживали зажиточные крестьяне, которые занимались валенным и шляпным производством, и их в народе называли «купцами». Они оказывали существенную помощь в строительстве каменной церкви во имя Воздвижения Креста Господня.
Рядом с церковью находилось поповское кладбище, где были захоронены церковнослужители.
По сохранившимся церковным метрическим книгам в разное время в данном приходе служили священники: Николай Шведов, Александр Лубянский, Александр Крылов, Иоанн Золотарев, Павел Серебровский, Николай Щепитов.
В метрах 50-70 от церкви в конце 90-х XIX столетия была построена церковно-приходская школа, в которой обучалось 20 человек ребятишек.
В Зеленцове также имелась часовня.
В 30-е годы XX века началось разрушение церквей. С церкви были сняты колокола, началось растаскивание и церковной утвари. По рассказам Владимира Николаевича Иванцова многие иконы на телегах были вывезены из села (поговаривали, что часть из них отдали в Арефино в церковь, а часть бесследно пропала).
В 1937 году за «антисоветскую пропаганду» был арестован священник Николай Щепитов. В народе ходили слухи, что он, как и многие другие арестованные, был расстрелян в 1937 году. Это подтверждается документально: арестован 18.11.1937 г. Расстрелян 26.12.1937 г. Приговор: высшая мера наказания. В честь памяти священника Николая Щепитова уроженец села Зеленцова Владимир Прихунов на свои средства и собственными силами установил крест с надписью: «О. Николаю. Мученику за веру».
В настоящее время[когда?]

 бывший храм во имя Воздвижения Креста Господня находится в полуразрушенном состоянии. Как и школа, которая была закрыта в 2011 году. Недалеко от неё находится памятник воинам, павшим на фронтах Великой Отечественной войны. Напротив, через реку, находился кооперативный магазин, и в этом же здании библиотека. В селе находятся два кладбища, одно православное, другое же старообрядческое. Через всё село протекает речка Симонка.